# Pierre Juneau
Pierre Juneau (né le 17 octobre 1922 à Verdun, mort le 21 février 2012 à Montréal) est un administrateur public et un haut fonctionnaire canadien.

## Biographie
Il étudie à l'Université de Montréal, à l'Institut catholique de Paris et à l'université de Paris.  En 1947, il épouse Fernande Martin. Le couple aura trois enfants, André, Martin et Isabelle,. 
Il est un des cofondateurs de la revue Cité libre en 1950.
En 1949, il entre à l'Office national du film du Canada (ONF). Il y est successivement représentant de la région de Montréal (1949), assistant superviseur régional pour le Québec, chef de la distribution internationale (1951), assistant chef du bureau européen à Londres (1952) et secrétaire de l'ONF (1954). En 1964, il y devient directeur de la production française, jusqu'en 1966. En 1959, il participe à la mise sur pied du Festival international du film de Montréal et il en est le président jusqu'en 1968.
En 1966, il est nommé vice-président du conseil du Bureau des gouverneurs de la radiodiffusion. Le 1er août 1968, il devient le premier président du Conseil de la radiodiffusion et des télécommunications canadiennes (CRTC), poste qu'il occupe jusqu'en août 1975. Au cours de son mandat, le CRTC établit une politique selon laquelle la musique diffusée par les stations de radio doit comprendre au moins 30 % de contenu canadien.
Du 29 août au 24 octobre 1975, il est brièvement ministre des Communications du Canada dans le gouvernement libéral du Premier ministre Pierre Trudeau,.  Lors d'une élection fédérale partielle tenue le 14 octobre 1975 dans la circonscription d'Hochelaga, il est candidat du Parti libéral du Canada et il est défait par le candidat du Parti progressiste-conservateur, ce qui entraîne sa démission comme ministre.
En 1976, il est président de la Commission de la capitale nationale du Canada. En 1978, il est nommé sous-secrétaire d’État et, en 1980, sous-ministre des Communications.
De 1982 à 1989, il est le président de la Société Radio-Canada.
En 1994, il préside le comité gouvernemental sur l'avenir de la Société Radio-Canada. Le comité remet son rapport (le rapport Juneau) en 1995,,.
Il est professeur invité au département de communication de l'Université de Montréal. Il est à quelques reprises chargé de mission pour l'UNESCO dans différents pays. Vers 2000, il fonde le Conseil mondial de la radio et de la télévision, une organisation non gouvernementale soutenue par l'UNESCO et ayant pour mission de défendre la radiodiffusion publique.
Pierre Juneau meurt le 21 février 2012 et est enterré au cimetière Notre-Dame-des-Neiges, à Montréal.

## Honneurs
- Les prix Juno, de l'industrie de la musique canadienne, sont nommés en son honneur[6] depuis 1971.
- Officier de l'Ordre du Canada en 1975[12]
- Membre de la Société royale du Canada
- Doctorats honorifiques : Université York, Université Trent, Université de Moncton et Ryerson Polytechnic University